# Samsung Galaxy J8
Il Samsung Galaxy J8 (chiamato anche Galaxy J8 (2018), o Galaxy On8 nella versione per il mercato indiano) è uno smartphone Android dual SIM di fascia media prodotto da Samsung, facente parte della serie Galaxy J.

## Caratteristiche tecniche

### Hardware
Il Galaxy J8 è uno smartphone con form factor di tipo slate, misura 159.2 x 75.7 x 8.2 millimetri e pesa 177 grammi.
Il dispositivo è dotato di connettività GSM, HSPA, LTE, di Wi-Fi 802.11 b/g/n con supporto a Wi-Fi Direct e hotspot, di Bluetooth 4.2 con A2DP ed LE, di GPS con A-GPS, GLONASS, BDS e di radio FM. Ha una porta microUSB 2.0 OTG ed un ingresso per jack audio da 3.5 mm.
Il Galaxy J8 è dotato di schermo touchscreen capacitivo da 6 pollici di diagonale, di tipo S-AMOLED con aspect ratio 18,5:9 e risoluzione HD+ 720 x 1480 pixel (densità di 247 pixel per pollice). Il frame laterale ed il retro sono in plastica. La batteria agli ioni di litio da 3500 mAh non è removibile dall'utente.
Il chipset è uno Snapdragon 450, con CPU octa-core formata da 8 Cortex-A53 a 1.8 GHz e GPU Adreno 506. La memoria interna è una eMMC 5.1 da 32 o 64 GB, mentre la RAM è di 3 o 4 GB.
La fotocamera posteriore ha due sensori, uno da 16 megapixel e uno da 5 megapixel di profondità, è dotata di autofocus, HDR e flash LED, in grado di registrare al massimo video full HD a 30 fotogrammi al secondo, la fotocamera anteriore è singola da 16 megapixel, con flash LED e stesse capacità di registrazione video della doppia fotocamera posteriore.

### Software
Il sistema operativo è Android, in versione 8.0 Oreo, aggiornabile fino alla versione 10.
Ha l'interfaccia utente Samsung Experience 8.1, che diventa One UI 2.0 con l'aggiornamento ad Android 10.